# (38560) 1999 VC123
1999 في سي 123 (ويعرف أيضًا باسم (38560) 1999 في سي 123 وفق تسمية الكوكب الصغير) (بالإنجليزية: 1999 VC123)‏ هو كويكب ضمن حزام الكويكبات؛ وترتيبه 38560 من حيث الاكتشاف.
اكتُشف هذا الجُرم الفلكي بواسطة سبيس واتش في 5 نوفمبر 1999.

## وصلات خارجية
- (38560) 1999 VC123 في قاعدة بيانات مختبر الدفع النفاث لأجرام النظام الشمسي الصغيرة

- الاكتشاف · مخطط المدار ·  العناصر المدارية · المعلمات المادية

- (38560) 1999 VC123 على موقع ويكي سكاي: DSS2, SDSS, GALEX, IRAS, Hydrogen α, X-Ray, Astrophoto, Sky Map, Articles and images